# De fluitspeler
De fluitspeler (Frans: Le fifre) is een schilderij van Édouard Manet uit 1866. Sinds 1986 wordt het tentoongesteld in het Musée d'Orsay in Parijs.

## Voorstelling
Verschillende onderdelen van het Franse leger hadden in de negentiende eeuw kinderen in dienst, de enfants de la troupe, die werden opgeleid tot soldaten. Naast militaire vaardigheden leerden deze jongens vaak ook een instrument te bespelen. Majoor Hippolyte Lejosne, een vriend van Manet, nam een van deze jongens mee naar het atelier van de schilder om daar te poseren met fluit en in het uniform van de keizerlijke garde van Napoleon III.
Hoewel de Spaanse schilderkunst al langer een grote invloed op Manet uitoefende, bezocht hij Spanje en de collectie van het Prado pas in 1865 voor de eerste keer. Daar raakte hij met name onder de indruk van een serie portretten die Diego Velázquez geschilderd had van acteurs en narren aan het hof, waaronder het Portret van Pablo de Valladolid. In De fluitspeler gebruikt Manet net als Velázquez een monochrome achtergrond, waarin nauwelijks ruimtelijke verwijzingen te vinden zijn. De korte schaduw bij de hiel van de jongen is het enige dat een ondergrond verraadt. Het geheel maakt een tweedimensionale indruk, wat nog versterkt wordt door de zwarte contouren rond de vormen. Daarnaast gebruikt de schilder grote contrasterende kleurvakken, zonder veel details, wat met name in de zwarte bovenkleding duidelijk opvalt.
Na het schandaal dat zijn Olympia had veroorzaakt in het jaar ervoor, hoopte Manet de jury van de Parijse salon van 1866 gunstiger te stemmen door De fluitspeler samen met het Portret van Philibert Rouvière als Hamlet in te dienen. Beide werken werden afgewezen, maar wekten wel de interesse van de jonge Émile Zola. Hij schreef een serie artikelen ter verdediging van de schilder in de krant L'Événement.

Je ne crois pas qu'il soit possible d'obtenir un effet plus puissant avec des moyens moins compliqués.

(Ik geloof niet dat het mogelijk is om een krachtiger effect te bereiken met eenvoudigere middelen)
— Émile Zola (1866)

Manets leerling Eva Gonzalès diende Enfant de troupe, een duidelijke herneming van het thema van De Fluitspeler, in voor de Parijse Salon van 1870. Het werd er tentoongesteld, net als Manets Portrait de Mlle E.G., een portret van Eva Gonzalès.

## Herkomst
- januari 1872: de kunsthandelaar Durand-Ruel koopt het werk voor 1.500 frank van de kunstenaar.
- 11 november 1873: Jean-Baptiste Faure koopt het schilderij van Durand-Ruel voor 2.000 frank.
- 6 februari 1893: terugverkocht aan Durand-Ruel voor 17.000 frank.
- januari 1894: verkocht aan graaf Isaac de Camondo, Parijs voor 30.000 frank.
- 1911: nagelaten aan het Musée du Louvre, waar het vanaf 1914 tentoongesteld wordt.
- 1947: overgebracht naar de Galerie nationale du Jeu de Paume
- 1986: overgebracht naar het Musée d'Orsay

## Afbeeldingen

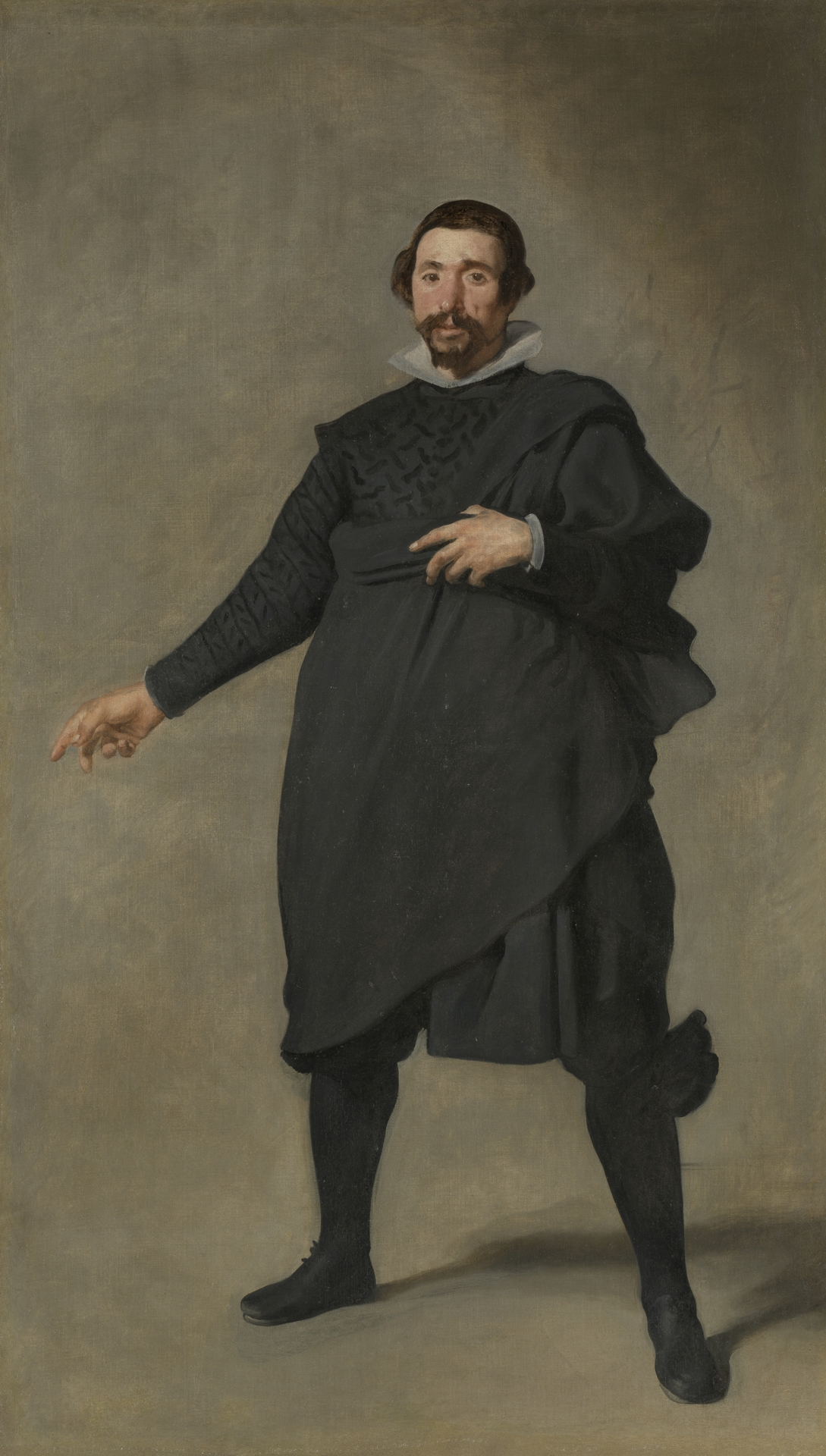
Portret van Pablo de Valladolid - Diego Velázquez
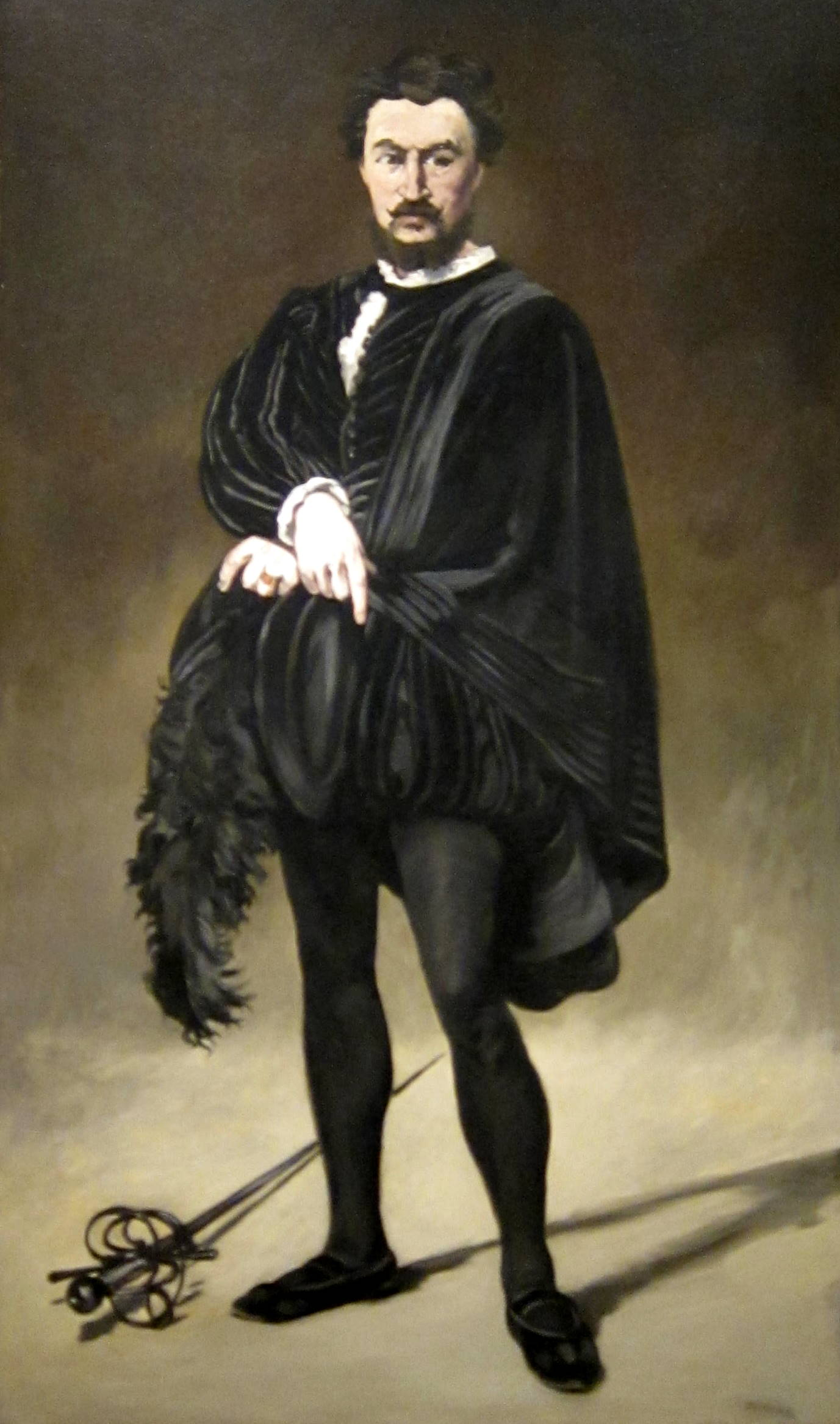
Portret van Philibert Rouvière als Hamlet, 1866
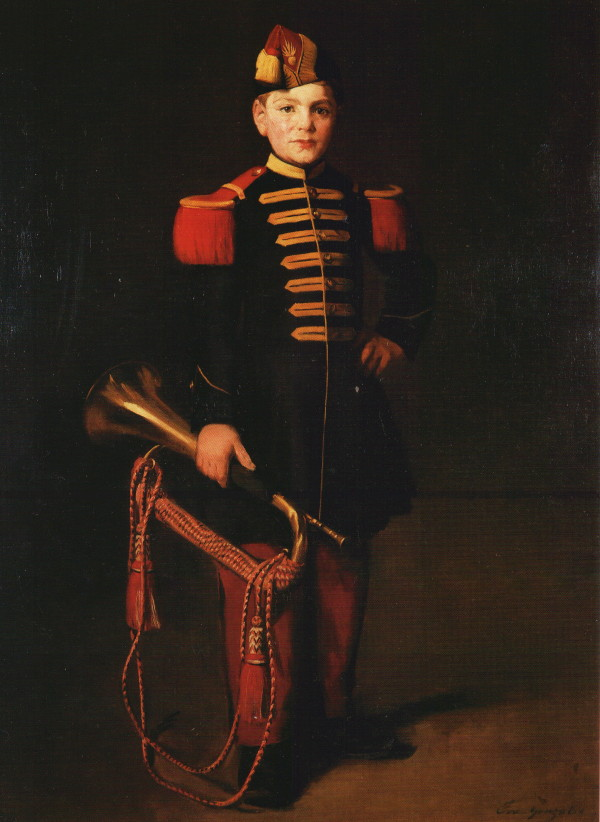
Enfant de troupe - Eva Gonzalès, 1870